# Roy Maxwell Drummond
Sir Roy Maxwell »Peter« Drummond, avstralski častnik, vojaški pilot in letalski as, * 2. junij 1894, † 27. marec 1945.  	
Major Drummond je v svoji vojaški karieri dosegel 8 zračnih zmag.

## Odlikovanja
- Distinguished Service Order (DSO) s ploščico
- Military Cross (MC)